# Vlag van Kaapverdië

Vlag van Kaapverdië (ratio 3:5)

De vlag van Kaapverdië werd aangenomen op 22 september 1992 en symboliseert de breuk in de relaties met Guinee-Bissau, met wie Kaapverdië zich zou verenigen. De tien sterren op de vlag staan voor de tien belangrijkste eilanden van de Afrikaanse archipel. De blauwe kleur vertegenwoordigt de oceaan en de lucht; de wit-rode band staat voor de weg naar een goede toekomst.

## Eerste vlag

Vroegere vlag van Kaapverdië (1975-1992)

Bij de onafhankelijkheid van Portugal in 1975 werd de eerste officiële vlag van het land afgeleid van de partijvlag van de Partido Africano da Independência de Guiné e Cabo Verde, een verzetsbeweging die voor onafhankelijkheid heeft gestreden en later een politieke partij is geworden. Ook de vlag van Guinee-Bissau is op deze vlag in de Pan-Afrikaanse kleuren gebaseerd.